# Чирвоный Городок
Чирвоный Городок (бел. Чырвоны Гарадок) — посёлок в Кошелёвском сельсовете Буда-Кошелёвского района Гомельской области Белоруссии.

## География

### Расположение
В 5 км на север от районного центра и железнодорожной станции Буда-Кошелёвская (на линии Жлобин — Гомель), 53 км от Гомеля.

### Гидрография
На юге река Липа (приток реки Сож) и мелиоративные каналы.

## Транспортная сеть
Транспортные связи по автомобильной дороге Заболотье — Буда-Кошелёво. Планировка состоит из короткой прямолинейной улицы почти широтной ориентации, застроенной деревянными домами усадебного типа.

## История
Основан в 1920-х годах переселенцами с соседних деревень на бывших помещичьих землях. В 1930 году жители посёлка вступили в колхоз. В 1959 году в составе совхоза «Шарибовский» (центр — деревня Шарибовка).

## Население

### Численность
- 2004 год — 9 хозяйств, 18 жителей.

### Динамика
- 1959 год — 74 жителя (согласно переписи).
- 2004 год — 9 хозяйств, 18 жителей.